# Serhij Pszenycznych
Serhij Mykołajowycz Pszenycznych, ukr. Сергій Миколайович Пшеничних (ur. 19 listopada 1981 w Połtawie) – ukraiński piłkarz, grający na pozycji obrońcy lub pomocnika.

## Kariera piłkarska

### Kariera klubowa
W 2001 rozpoczął karierę piłkarską w miejscowym klubie Worskła Połtawa. Od 2003 występował w czeskim SFC Opawa. Podczas przerwy zimowej sezonu 2004/2005 razem z Williamem Batistą opuścił Opawę i przeszedł do Borysfena Boryspol. Od lata 2005 już bronił barw Karpat Lwów. 30 lipca 2005 zadebiutował w koszulce Karpat. Przed rozpoczęciem sezonu 2008/09 po tym, jak klub opuścił poprzedni kapitan Mykoła Iszczenko, został wybrany nowym kapitanem drużyny. 23 lipca 2009 otrzymał status wolnego agenta. A już następnego dnia podpisał 3-letni kontrakt z Metalistem Charków. W lipcu 2015 przeniósł się do Stali Dnieprodzierżyńsk. W czerwcu 2016 opuścił Stal.